# Herb Choszczna
Herb Choszczna – jeden z symboli miasta Choszczno i gminy Choszczno w postaci herbu.

## Wygląd i symbolika
Herb przedstawia na srebrnej tarczy wizerunek czerwonego orła z głową zwróconą w prawo (heraldycznie) ze złotym dziobem i szponami, w których trzyma zielone gałązki dębu z trzema liśćmi i dwoma złotymi żołędziami na każdej z nich.
Orzeł nawiązuje do herbu margrabiów brandenburskich, którzy zakładali miasta na ziemi choszczeńskiej. Orzeł w heraldyce jest uosobieniem wspaniałomyślności, łaskawości, odrodzenia, chwały i wiary. Gałązki dębowe z liśćmi nawiązują do lasu rozciągającego się dawniej na zachód od miasta, są atutem wolności, siły, potęgi i odwagi. Żołędzie to elementy życia, siły i zdrowia. Kolor srebrny w heraldyce odnosi się do pokoju, szczerości, sprawiedliwości, mądrości, zwycięstwa, czystości i może być zastąpiony przez kolor biały. Kolor czerwony oznacza wspaniałomyślność, władzę i odwagę. Kolor zielony symbolizuje wolność, miłość, piękno, przyjaźń, nadzieję i łagodność.

## Historia
Wizerunek herbowy widnieje na pieczęciach miejskich pochodzących z XIV wieku. W 1879 roku na ratuszu w Choszcznie namalowano herb przedstawiający mur z trzema basztami. Ta wersja herbu nie była nigdy w użyciu.

Herb Choszczna z orłem białym z okresu PRL

Po II wojnie światowej używano też herbu, w którym zamiast orła brandenburskiego był orzeł „piastowski”. 26 czerwca 1993 roku uchwałą Rady Miejskiej Choszczna ustanowiono oficjalnie herb z czerwonym orłem.
Herb miasta i gminy znajduje się także na fladze Choszczna.